# Old-Fashioned Cupcake
Old-Fashioned Cupcake (japonsky オールドファッションカップケーキ, Órudo Faššon Kappukéki) je japonská manga, kterou píše a kreslí Sagan Sagan. Vychází pravidelně v časopise ihr Hertz od 31. ledna 2019. V roce 2022 byla zadaptována do podoby pětidílného televizního seriálu, jenž byl premiérově vysílán od 13. června do 4. července 2022.

## Příběh
Devětatřicetiletý Nozue cítí, že se jeho život zastavil a nemůže ho změnit. Odmítá povýšení v práci i romantické návrhy od jiných žen. Ve snaze ho povzbudit ho 29letý podřízený Togawa začne vodit do restaurací a tráví s ním volný čas. Togawa to nazývá „experimentem proti stárnutí“. Nozue se s Togawou sblíží a přemýšlí, proč jeho podřízený chce, aby byl šťastný. Jednoho dne se Togawa Nozuemu přizná, že ho miluje od té doby, co ho během pracovního pohovoru inspiroval k pozitivnímu pohledu na život.